# Culture du pastel
Le pastel, cultivé dans le Lauragais depuis le XIIe siècle, assure la fortune de quelques marchands toulousains. Ces marchands internationaux transforment une partie de leurs richesses en hôtels particuliers, le plus souvent construits en briques, qui donnent une coloration particulière à la Renaissance provinciale française (par exemple le prestigieux Hôtel d'Assézat).
Le commerce du pastel est concurrencé dans la deuxième moitié du XVIe siècle avec l’arrivée de plantes tinctoriales en provenance des Amériques (indigo importé par les Portugais) et des Indes colonisées (bleu d’Inde importé notamment par les Hollandais). Il s’agit principalement de l’indigo, teinture de moins bonne qualité, mais moins coûteuse et pouvant teindre les fibres en cellulose (lin, coton, chanvre) alors que le pastel ne teignait uniformément que la laine. L'apparition de l'indigo sur le marché d'Anvers provoque la faillite complète de la filière.
En 1806, à la suite d'une pénurie de teinture indigo, l'armée française reçoit par décret un uniforme blanc. « Les industriels français ayant découvert un « ersatz » de l'indigo dans une plante indigène : le pastel des teinturiers, le décret fut abrogé en 1807 ». En octobre 1810, Napoléon adressa, à Eugène de Beauharnais, Vice-roi d'Italie, ses « encouragements » à la production du pastel destiné à remplacer l'indigo à Rieti.
Le pastel n'a été remis en culture qu'en 1999. Il existe une exposition à ce sujet au château de Magrin dans le Tarn.